# Nuoto ai campionati europei di nuoto 2020 - 800 metri stile libero maschili
La specialità degli 800 metri stile libero maschili dei campionati europei di nuoto 2020 si è svolta il 21 e 22 maggio 2021 presso la Duna Aréna di Budapest, in Ungheria.

## Podio
| Pos.    | Atleta               | Nazione |
| ------- | -------------------- | ------- |
| Oro     | Mychajlo Romančuk    | Ucraina |
| Argento | Gregorio Paltrinieri | Italia  |
| Bronzo  | Gabriele Detti       | Italia  |

## Record
Prima della manifestazione il record del mondo (RM), il record europeo (EU) e il record dei campionati (RC) erano i seguenti.
|  | 7'32"12 | Zhang Lin            | 29 luglio 2009 Roma    |
|  | 7'39"27 | Gregorio Paltrinieri | 24 luglio 2019 Gwangju |
|  | 7'42"33 | Gregorio Paltrinieri | 20 maggio 2016 Londra  |

## Risultati

### Batterie
| Pos. | Batteria | Corsia | Atleta                  | Nazionalità | Tempo   | Note |
| ---- | -------- | ------ | ----------------------- | ----------- | ------- | ---- |
| 1    | 4        | 5      | Mychajlo Romančuk       | Ucraina     | 7'48"31 | Q    |
| 2    | 4        | 4      | Henrik Christiansen     | Norvegia    | 7'50"11 | Q    |
| 3    | 5        | 3      | Gabriele Detti          | Italia      | 7'50"61 | Q    |
| 4    | 5        | 4      | Gregorio Paltrinieri    | Italia      | 7'51"33 | Q    |
| 5    | 5        | 6      | Sergiy Frolov           | Ucraina     | 7'51"73 | Q    |
| 6    | 5        | 2      | Anton Ipsen             | Danimarca   | 7'52"37 | Q    |
| 7    | 2        | 1      | José Paulo Lopes        | Portogallo  | 7'52"81 | Q    |
| 8    | 3        | 5      | Joris Bouchaut          | Francia     | 7'53"07 | Q    |
| 9    | 4        | 6      | Aleksandr Egorov        | Russia      | 7'53"32 |      |
| 10   | 4        | 7      | Damien Joly             | Francia     | 7'54"23 |      |
| 11   | 4        | 9      | Daniel Wiffen           | Irlanda     | 7'55"02 |      |
| 12   | 2        | 3      | Victor Johansson        | Svezia      | 7'55"34 |      |
| 13   | 3        | 7      | Yiğit Aslan             | Turchia     | 7'55"99 |      |
| 14   | 3        | 3      | Kristóf Rasovszky       | Ungheria    | 7'56"27 |      |
| 15   | 4        | 0      | Ákos Kalmár             | Ungheria    | 7'56"56 |      |
| 16   | 5        | 9      | Alexander Nørgaard      | Danimarca   | 7'57"24 |      |
| 17   | 5        | 7      | Daniel Jervis           | Regno Unito | 7'57"39 |      |
| 18   | 2        | 6      | Dimitrios Markos        | Grecia      | 8'00"32 |      |
| 19   | 5        | 8      | Marco De Tullio         | Italia      | 8'01"33 |      |
| 20   | 2        | 7      | Arthur Dalén Ellegaard  | Danimarca   | 8'02"69 |      |
| 21   | 5        | 0      | Ilya Druzhinin          | Russia      | 8'03"01 |      |
| 22   | 3        | 0      | Gergely Gyurta          | Ungheria    | 8'03"83 |      |
| 23   | 3        | 2      | Dimitrios Negris        | Grecia      | 8'05"07 |      |
| 24   | 2        | 9      | Jon Jøntvedt            | Norvegia    | 8'06"90 |      |
| 25   | 2        | 8      | Alejandro Puebla        | Spagna      | 8'07"28 |      |
| 26   | 4        | 2      | Jan Micka               | Rep. Ceca   | 8'07"60 |      |
| 27   | 2        | 2      | Ilya Borodin            | Russia      | 8'07"88 |      |
| 28   | 4        | 1      | Kieran Bird             | Regno Unito | 8'08"36 |      |
| 29   | 3        | 4      | Vuk Čelić               | Serbia      | 8'09"65 |      |
| 30   | 2        | 0      | Márk Kovacsics          | Ungheria    | 8'09"98 |      |
| 31   | 2        | 5      | Oskar Lindholm          | Danimarca   | 8'10"20 |      |
| 32   | 3        | 1      | Martin Bau              | Slovenia    | 8'10"30 |      |
| 33   | 2        | 4      | Bar Soloveychik         | Israele     | 8'13"62 |      |
| 34   | 3        | 9      | Miguel Durán            | Spagna      | 8'14"02 |      |
| 35   | 5        | 5      | David Aubry             | Francia     | 8'14"25 |      |
| 36   | 3        | 6      | Mert Kılavuz            | Turchia     | 8'15"92 |      |
| 37   | 3        | 8      | Marin Mogić             | Croazia     | 8'22"50 |      |
| 38   | 1        | 5      | Loris Bianchi           | San Marino  | 8'24"30 |      |
| 39   | 1        | 4      | Arti Krasniqi           | Kosovo      | 8'25"68 |      |
| 40   | 4        | 8      | Konstantinos Englezakis | Grecia      | 8'27"61 |      |
| 41   | 1        | 3      | Théo Druenne            | Monaco      | 8'46"10 |      |

### Finale
| Pos.    | Corsia | Atleta               | Nazionalità | Tempo   | Note |
| ------- | ------ | -------------------- | ----------- | ------- | ---- |
| Oro     | 4      | Mychajlo Romančuk    | Ucraina     | 7'42"61 |      |
| Argento | 6      | Gregorio Paltrinieri | Italia      | 7'43"62 |      |
| Bronzo  | 3      | Gabriele Detti       | Italia      | 7'46"10 |      |
| 4       | 5      | Henrik Christiansen  | Norvegia    | 7'47"99 |      |
| 5       | 7      | Anton Ipsen          | Danimarca   | 7'52"07 |      |
| 6       | 1      | José Paulo Lopes     | Portogallo  | 7'52"68 |      |
| 7       | 8      | Joris Bouchaut       | Francia     | 7'52"85 |      |
| 8       | 2      | Sergiy Frolov        | Ucraina     | 7'56"12 |      |